# Sobre la roca
Sobre la roca es el quinto álbum de estudio del cantante venezolano Nacho. El álbum demarca la incursión del artista dentro de la música cristiana, manteniendo el estilo característico de Nacho, con sonidos urbanos y de sonido caribeño, a lo que él denomina "alabanza tropical".
De este álbum, se desprenden algunos sencillos como: «Amén», «Alabaré» y «Sobre la roca» entre otros, y colaboraciones con reconocidos exponentes de la música cristiana como Funky, Alex Zurdo, Redimi2, Manny Montes, Jay Kalyl, entre otros.

## Antecedentes y promoción

### «Amén» (2023)
En medio de una exitosa carrera musical a nivel mundial, Nacho se unió a Alex Zurdo y Gilberto Daza para presentar su primera canción con mensaje cristiano titulada «Amén», una composición en ritmo tropical que resalta en su letra la gratitud de la salvación por medio de Jesús, recordando como fuimos librados de malos momentos y dificultades gracias a Su amor y misericordia.
«La canción “Amén” nace porque mi esposa, quien es cristiana, me ha presentado a Dios más de cerca y me ha mostrado las bendiciones de tener a Jesucristo. Y gracias a eso, pues no solamente le prometí a ella, sino a Dios que pondría también mi talento a la orden de hacer que otros corazones reconozcan las maravillas del Señor».

Nacho, 2023
Nacho también resaltó lo importante que significó para él grabar una canción junto a Gilberto Daza y Alex Zurdo, por su influencia y trayectoria, además, de su testimonio y ejemplo de vida.

### Alabaré (2024)
Al siguiente año, Nacho presentó un fragmento de grabación en el estudio del productor Maffio, sorprendiendo con lo que sería su segunda composición de música cristiana. Al finalizar el año, se anunció el lanzamiento de esta canción, en compañía de Redimi2 y nuevamente, con Alex Zurdo, para la canción «Alabaré».

### Sobre la roca (2025)
«Ale, Ale, Ale» fue la última producción audiovisual publicada el 7 de abril, antes del lanzamiento del álbum, que llegó en días posteriores, en compañía del sencillo homónimo al álbum, «Sobre la roca», una canción en colaboración con Funky y Jay Kalyl, junto a un vídeo musical.

## Lista de canciones
| N.º | Título                                              | Duración |  |
| 1.  | «Gracias (feat. Los Fantasticos Band y Ao Worship)» | 4:27     |  |
| 2.  | «Abba»                                              | 3:54     |  |
| 3.  | «Sobre la roca (feat. Funky y Jay Kalyl)»           | 3:39     |  |
| 4.  | «Vino por ti (feat. Manny Montes y Marky)»          | 3:36     |  |
| 5.  | «Contigo siempre»                                   | 2:46     |  |
| 6.  | «Ale, Ale, Ale (feat. Kitty Source)»                | 2:24     |  |
| 7.  | «Mi Testimonio»                                     | 3:45     |  |
| 8.  | «Alabaré (feat. Redimi2 y Alex Zurdo)»              | 2:58     |  |
| 9.  | «Amén (feat. Alex Zurdo y Gilberto Daza)»           | 3:28     |  |
| 10. | «Mi Papá (feat. Jhon Paul El Increible)»            | 3:08     |  |
| 11. | «Alabaré»                                           | 2:54     |  |

## Premios y reconocimientos
En conjunto con Farruko y Daddy Yankee,  Nacho recibió su primera nominación en premios de música cristiana, siendo «Amén» la primera canción del artista en ser reconocida,  en este caso, en la categoría "Mejor canción en español" en los Premios Dove de 2024.